# Branislav Stankovič
Branislav Stankovič (Piešťany, 30 maggio 1965) è un ex tennista cecoslovacco, successivamente slovacco.

## Carriera
In carriera ha vinto un titolo di doppio, l'ATP Praga nel 1992, in coppia con Karel Nováček. Nei tornei del Grande Slam ha ottenuto il suo miglior risultato raggiungendo il terzo turno nel doppio all'Open di Francia nel 1989.
In Coppa Davis ha giocato un totale di 5 partite, ottenendo altrettante vittorie.

## Statistiche

### Doppio

#### Vittorie (1)
| Numero | Anno           | Torneo           | Superficie  | Compagno      | Avversari in finale        | Punteggio |
| 1.     | 16 agosto 1992 | ATP Praga, Praga | Terra rossa | Karel Nováček | Jonas Björkman Jon Ireland | 7-5, 6-1  |